# Ubiquinone
Cet article court présente un sujet plus développé dans : coenzyme Q10.

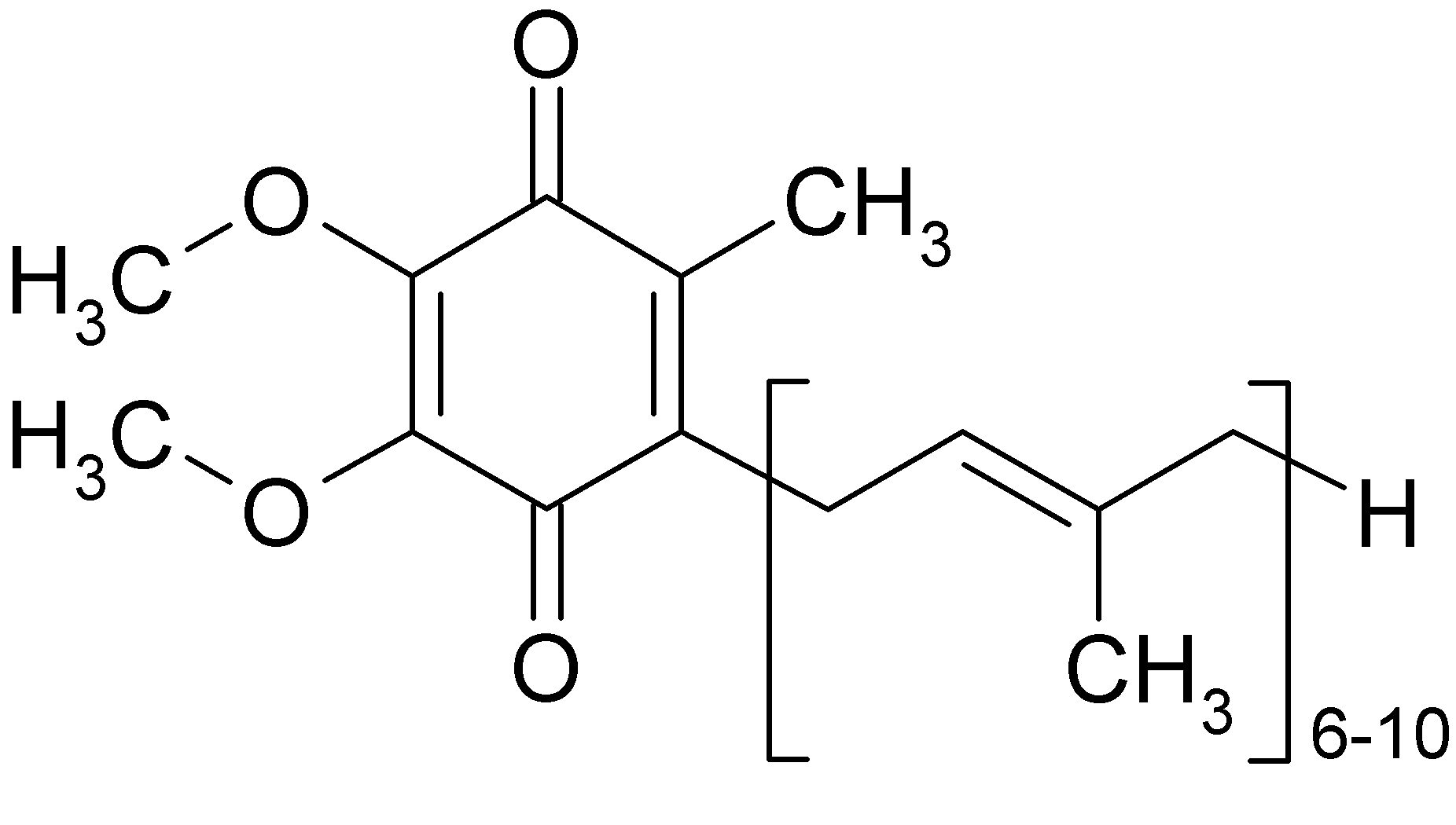
Structure générique des ubiquinones.

Une ubiquinone est une molécule appartenant à une famille de composés qui se distinguent par leur nombre n d'unités terpéniques — n typiquement compris entre 6 et 10 — présents chez tous les êtres vivants et jouant le rôle de transporteurs d'électrons dans la chaîne respiratoire. En effet, elle reçoit des électrons du NADH à travers la NADH déshydrogénase et les cède au succinate pour donner du fumarate sous l'action de la succinate déshydrogénase. Elle peut également recevoir des électrons de la flavoprotéine de transfert d'électrons (ETF) par l'intermédiaire de l'ETF déshydrogénase et ceux provenant du NADH cytosolique par l'intermédiaire de la navette du glycérol-3-phosphate pour les céder à la coenzyme Q-cytochrome c réductase.
L'ubiquinone est présente notamment sur la membrane mitochondriale interne mais n'est pas ancrée à elle de façon très solide et diffuse facilement car elle est liposoluble.
La coenzyme Q10 en est la principale forme active chez les mammifères et notamment chez l'homme, d'où la confusion fréquente entre les termes ubiquinone et coenzyme Q10, mais on trouve par exemple la Q6 chez Saccharomyces cerevisiae, la Q8 chez Escherichia coli ou la Q9 chez les rongeurs.